# Adetus albosignatus
Adetus albosignatus är en skalbaggsart som beskrevs av Stefan von Breuning 1943. Adetus albosignatus ingår i släktet Adetus och familjen långhorningar.
Artens utbredningsområde är Venezuela. Inga underarter finns listade i Catalogue of Life.